# Moje pieczone kurczaki
Moje pieczone kurczaki – polski, telewizyjny film fabularny z 2002 roku w reżyserii Iwony Siekierzyńskiej
Okres zdjęciowy trwał od 11 do 28 czerwca 2002. Film był kręcony w Łodzi. Film ten wchodzi w skład cyklu filmowego Pokolenie 2000.

## Opis fabuły
Magda i Wojtek wraz z synem wracają po kilku latach z Kanady do Łodzi. Okazuje się, że za oceanem nie dorobili się pieniędzy. Nie stać ich na własne mieszkanie, dlatego mieszkają u rodziców Magdy. Za resztę oszczędności Wojtek kupuje używany samochód dostawczy i zamierza handlować kurczakami z rożna w centrum miasta, natomiast Magda myśli o tym, żeby zostać reżyserką. Podejmuje już pierwsze kroki, filmuje to, co dzieje się wokół niej.

## Obsada
- Agata Kulesza – Magda
- Adam Nawojczyk – Wojtek
- Antoni Barszczak – Antoś
- Maria Maj – Matka Magdy
- Mirosław Henke – Ojciec Magdy
- Iwona Siekierzyńska – Kobieta kupująca kurczaki
- Józef Robakowski – Profesor
- Ewa Beata Wiśniewska – Sabina
- Andrzej Konopka – Piotr
- Sylwia Juszczak – Blondynka
- Andrzej Paweł Ossowski – Agent biura nieruchomości
- Barbata Szcześniak – Urzędniczka

## Nagrody
- 2003 – Września (Ogólnopolski Festiwal Sztuki Filmowej "Prowincjonalia") nagroda organizatorów
- 2003 – Pegaz (nagroda przyznawana przez program telewizyjny "Pegaz") w kategorii: film; za rok 2002
- 2003 – Golden Plague (Chicago International Television Awards) w kategorii: telewizyjne dzieło dramatyczne
- 2002 – Koszalin (KSF "Młodzi i Film") nagroda za reżyserię